# رولز-رویس فانتوم کوپه
رولز-رویس فانتوم کوپه (به انگلیسی: Rolls-Royce Phantom Coupé) خودرویی لوکس است که از سال ۲۰۰۸ تا ۲۰۱۶ توسط شرکت رولز-رویس در بریتانیا تولید می‌شد.
این خودرو در کلاس خودرو لوکس قرار گرفته و طراحی آن خودروهای موتور جلو-محور عقب بوده‌است. سیستم جعبه‌دندهٔ آن ۶ دنده به صورت خودکار است. قیمت پایه این خودرو ۶۵۰ هزار دلار است.